# Bruce Bagemihl
Bruce Bagemihl es un biólogo, lingüista y escritor canadiense.
Tras su paso por la escuela, Bagemihl estudió Biología. En 1988 Bagemihl obtuvo un doctorado en Lingüística en la Universidad de la Columbia Británica.
Bagemihl publicó en 1999 el libro Biological Exuberance: Animal Homosexuality and Natural Diversity («Exuberancia biológica:  homosexualidad animal y diversidad natural»). En el libro, Bagemihl afirma que el comportamiento homosexual y bisexual entre animales es normal y habitual en la naturaleza.
Como consecuencia de los trabajos de Bagemihl y Joan Roughgarden se creó la exposición internacional Against Nature? en Oslo. La exposición trata sobre la existencia y la función de la homosexualidad en los animales, lo que la convierte en la primera que se dedica a este tema.